# ポール・ヘンケルス
ポール・ヘンケルス（Paul Henckels、1885年9月9日 - 1967年5月27日）は、ドイツの俳優。

## 出演作品
- 別れの曲
- Die Feuerzangenbowle